# 賽巴斯提安·西摩涅
賽巴斯提安·西摩涅（1986年5月12日—）是一名阿根廷手球運動員，曾代表國家參加2012年倫敦奧運的男子手球比賽和2016年里約奧運的男子手球比賽，並未獲得獎牌。

## 外部連結
- Profile （页面存档备份，存于）